# Kusaj Husajn
Kusaj Saddam Hussajn al-Tikriti (17. května 1966 – 22. července 2003) byl druhým synem iráckého prezidenta Saddáma Husajna a jeho první ženy Sadžidy Talfahové. Kusaj byl vrchním velitelem Irácké republikánské gardy a tajné policie. V linii následnictví postupně nahradil svého bratra Udaje. Po americké invazi do Iráku v roce 2003 byl spolu se svým bratrem Udajem a čtrnáctiletým synem Mustafou zabit americkými vojáky.